# 瓦莱-迪托尔努
瓦莱-迪托尔努是葡萄牙布拉干萨区的一个堂区。总面积13.75平方公里，总人口309人，人口密度22.5人/平方公里。